# Hodometer

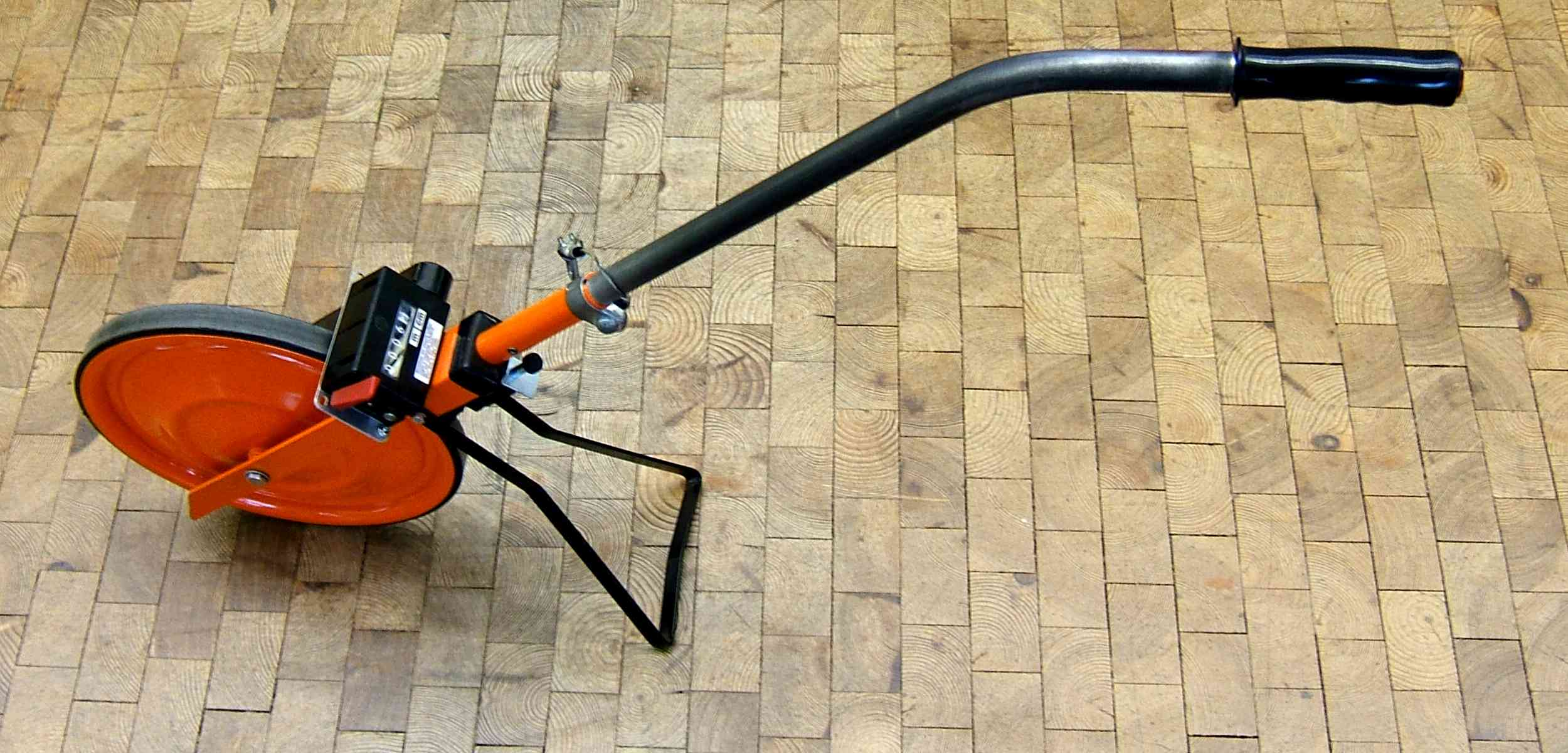
Modernes Hodometer

Ein Hodometer oder engl. Odometer (von altgriechisch ὁδός hodós, deutsch ‚Weg‘ und μέτρον métron ‚Maß‘, also „Wegmesser“) misst mechanisch eine zurückgelegte Wegstrecke eines Fahrzeugs oder Fußgängers. Die Wissenschaft von der mechanischen Wegmessung ist die Hodometrie.

## Geschichte

### Europa

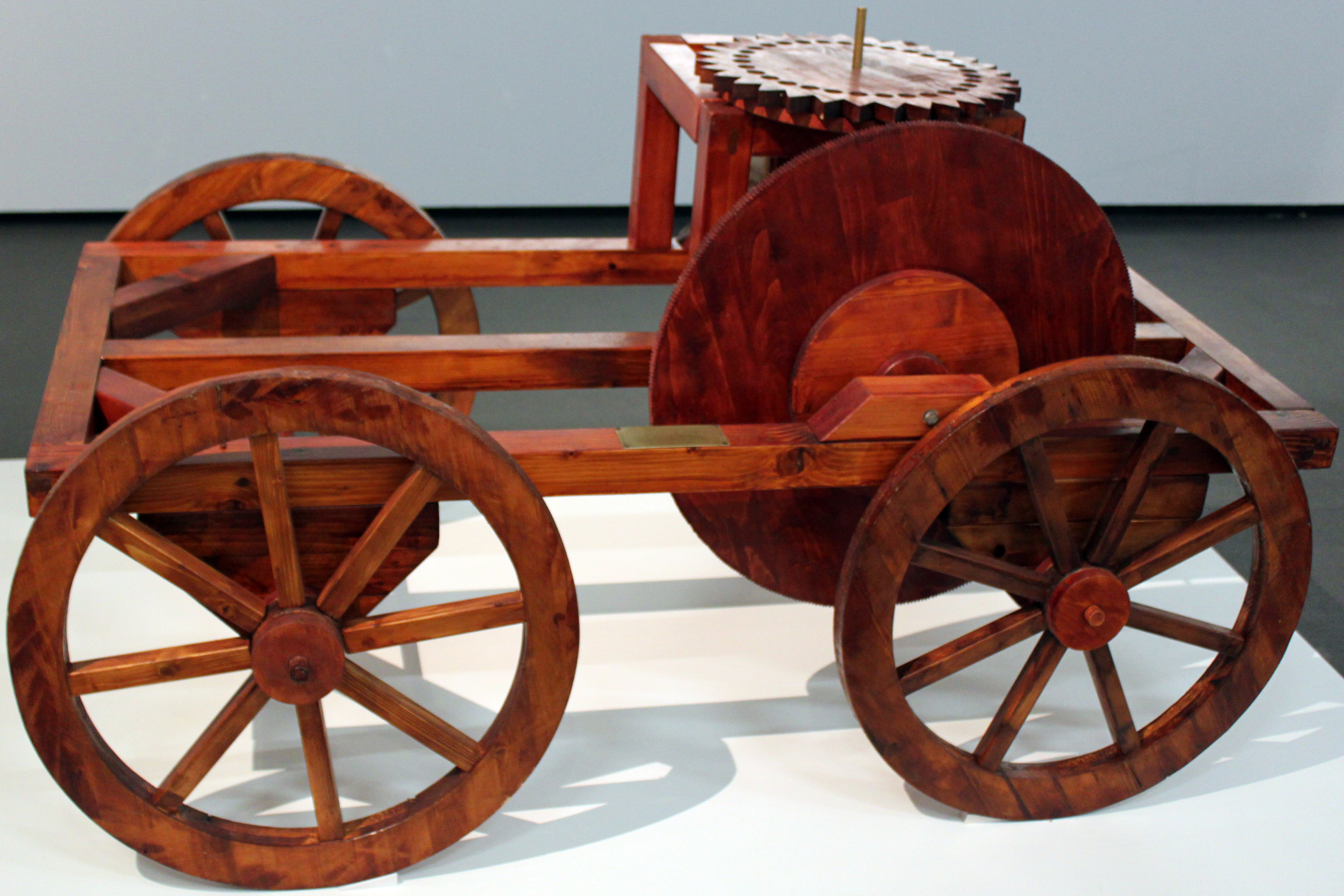
Nachbau eines römischen Messwagens (Hodometer) zur Streckenvermessung in der Sonderausstellung Jenseits des Horizonts. Raum und Wissen in den Kulturen der Alten Welt im Pergamonmuseum

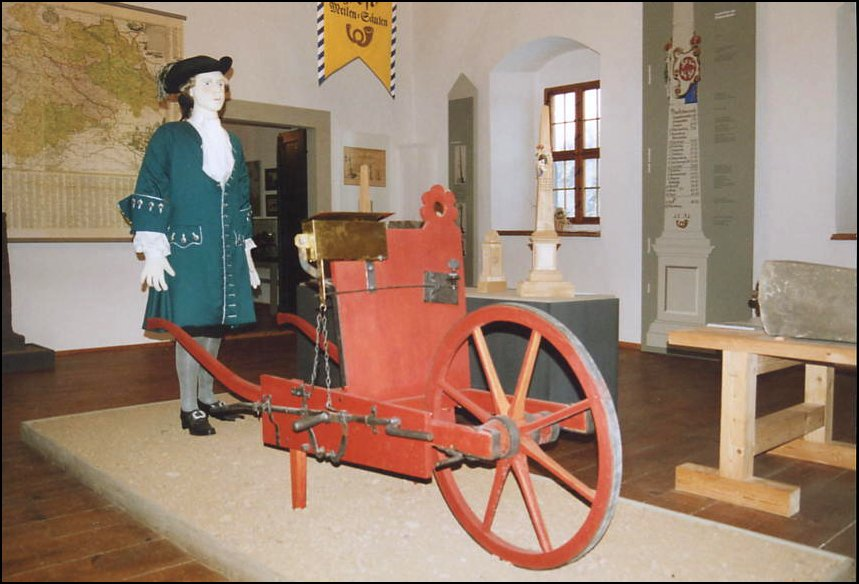
Figurine mit Kondukteur und Einzelrad zur Entfernungsbestimmung in der Dauerausstellung zu den Kursächsischen Postmeilensäulen im Osterzgebirgsmuseum Schloss Lauenstein

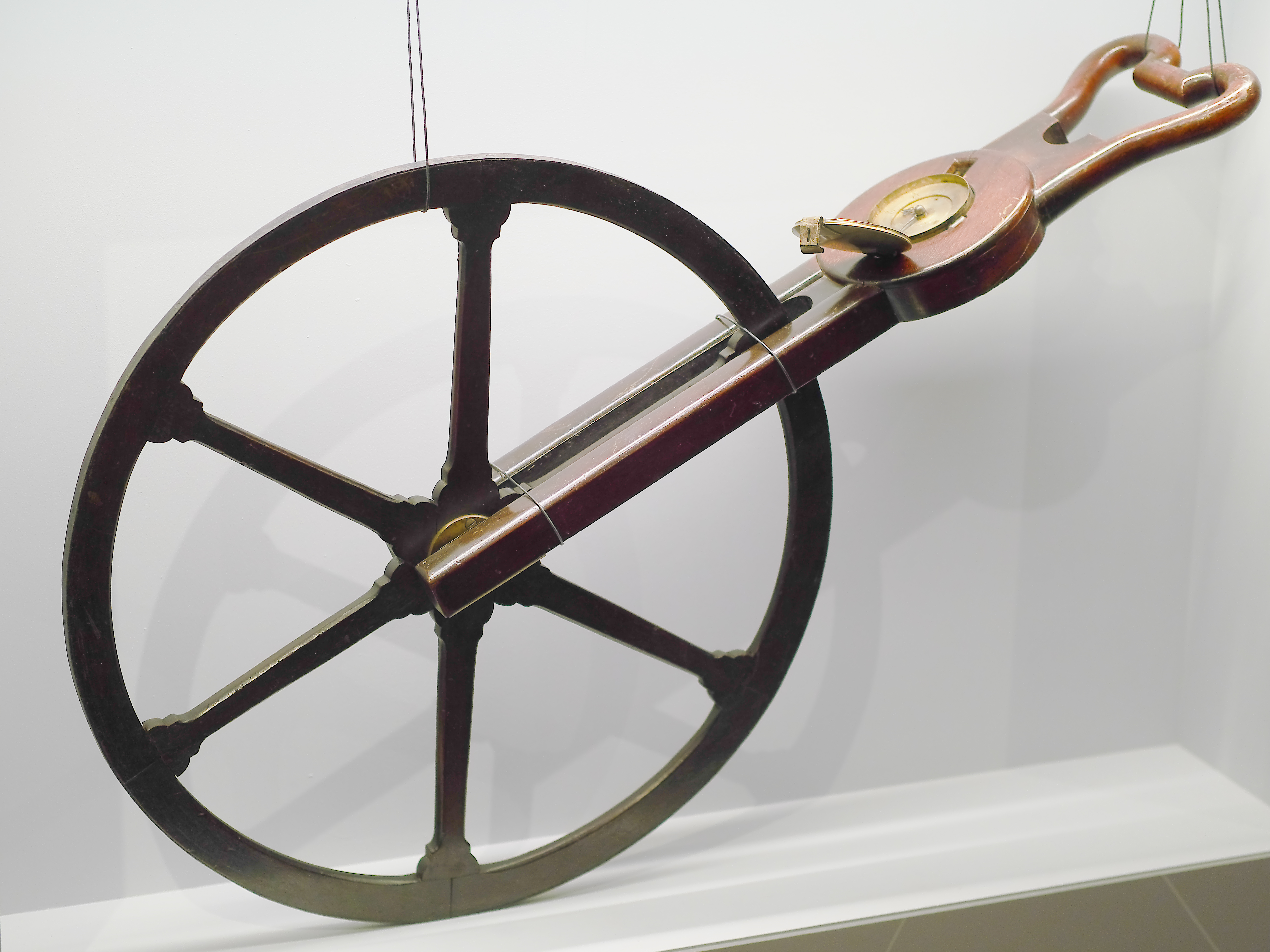
Hodometer aus Holz für den Einhandbetrieb aus London um 1760

Das Hodometer wurde bereits in der Antike erfunden. Erste Indizien, die auf die Existenz eines mechanischen Entfernungsmessers hindeuten, findet man bereits zur Zeit Alexander des Großen (Regentschaft 336–323 v. Chr.) in Form der erstaunlich genauen Entfernungsangaben ausgebildeter Schrittzähler, sogenannter Bematisten, wie sie von den römischen Schriftstellern Plinius (NH 6. 61–62) und Strabon (Geographica 11.8.9) überliefert wurden. So beträgt die mittlere Abweichung der Entfernungsangaben der Bematisten von der wirklichen Distanz nur 2,8 Prozent bei Plinius und 1,9 Prozent bei Strabo bei einer gemessenen Wegstrecke von insgesamt 2013 bzw. 2079 englischen Meilen – eine auffallend geringe Abweichung, die zudem durch den veränderten Streckenverlauf in den letzten 2000 Jahren erklärbar ist.
Die ersten Beschreibungen eines Hodometers in der Literatur finden sich bei dem römischen Ingenieur Vitruv (1. Jh. v. Chr.) und dem griechischen Erfinder Heron von Alexandria (1. Jh. n. Chr.). Beide beschreiben einen Apparat, der wie bei einem noch heute üblichen mechanischen Kilometerzähler eine schnelle Radbewegung eines Messrades auf immer langsamer werdende Zahnräder oder Scheiben mit Haken überträgt. Die exakt vermessenen Römerstraßen mit ihren überlieferten Meilenangaben zwischen den einzelnen Orten in römischen Dokumenten, z. B. im Itinerarium Antonini, lassen den Schluss zu, dass dieses Messgerät schon vor 2000 Jahren als amtlicher Entfernungsmesser diente.
Mit einer Miniaturausgabe lassen sich Entfernungen auf Landkarten „nachfahren“ und anzeigen.
Levin Hulsius stellte 1604 den Wegmesser in seiner breiten Anwendung vor, in einer Abhandlung mit dem Titel: Gründtliche Beschreibung deß Diensthafften und Nutzbahrn Instruments Viatorii oder Wegzählers, So zu Fuß, zu Pferdt und zu Fußen gebraucht werden kann, damit mit geringer mühe zu wissen, wie weit man gegangen, geritten, oder gefahren sey: als auch zu erfahren, ohne messen oder zehlen, wie weit von einem Orth zum andern. Daneben wird auch der grosse verborgene Wegweiser angezeiget und vermeldet.

### China
Das Hodometer wurde später auch im alten China, möglicherweise von dem Erfinder und Wissenschaftler Zhang Heng (78–139) aus der Han-Dynastie erfunden. Im dritten Jahrhundert, während der Zeit der Drei Reiche, nannten die Chinesen das Gerät ji li gu che, auf Deutsch „Li-Aufzeichnungstrommelwagen“. Nach chinesischen Berichten aus dem dritten Jahrhundert drehte sich eine hölzerne Figur einmal um ihre Achse, während der Wagen ein Li zurücklegte, und schlug dabei eine Trommel. Nach zehn Li schlug eine andere Holzfigur einen Gong oder eine Glocke.
Trotz der Verknüpfung mit Zhang He oder dem noch späteren Ma Jun gibt es Hinweise, die die Vermutung nahelegen, dass die Erfindung des Hodometers ein kontinuierlicher Prozess in der Han-Dynastie war, der sich um die Huang-Männer, Mitglieder des Hofstaats, abspielte.
Der Historiker Joseph Needham versichert, dass es keine Überraschung wäre, wenn diese Gesellschaftsschicht für die Entwicklung eines solchen Gerätes verantwortlich gewesen wäre, zumal sie ihren Erfindungsreichtum und ihr handwerkliches Geschick bei mechanischen Spielzeugen unter Beweis gestellt hatten. Es gibt Vermutungen, dass im ersten vorchristlichen Jahrhundert, während der westlichen Han-Dynastie, der Schlag der Trommeln und Gongs bereits automatisch funktionierte. Möglicherweise handelte es sich hier um eine Konstruktion eines Loxia Hong (110 v. Chr.). Im Jahr 125 nach Christus war der mechanische Hodometerwagen in China allgemein bekannt, wie in einem Wandbild des Xiao Tang Shan Sarges dargestellt ist. Das Hodometer wurde auch in späteren Perioden der chinesischen Geschichte eingesetzt. In den Texten der Jin Shu aus dem Jahr 635 wurde die Verwendung beschrieben.

## Technische Ausprägungen

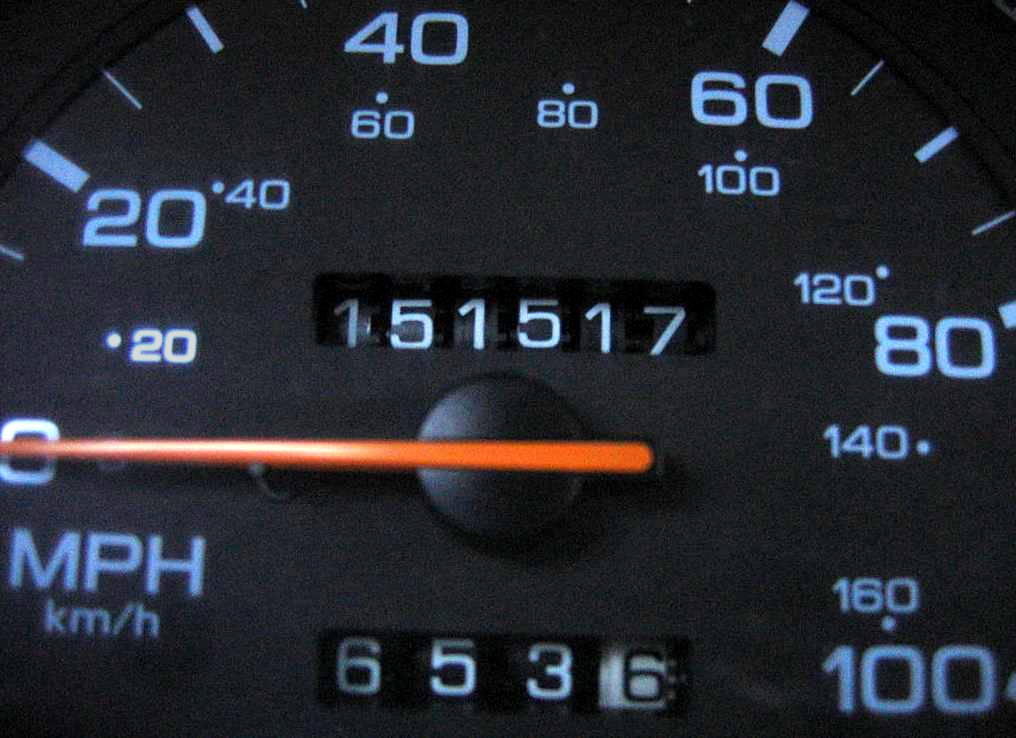
Zählwerke für die gefahrenen Strecken im Tachometer eines Automobils

Die bekannteste Form des Hodometers dürfte der Kilometerzähler in Fahrzeugen sein (nicht zu verwechseln mit dem Tachometer, welcher die Geschwindigkeit des Fahrzeuges misst). Daneben gibt es zahlreiche weitere spezielle Ausprägungen:
- Das Kurvimeter dient zur Streckenmessung auf einer Landkarte.
- Das Pedometer zählt die Anzahl der Schritte einer Person oder eines Tieres.
- Das Taxameter zeigt den für eine Taxifahrt zu entrichtenden Geldbetrag an.
- Das Zyklometer ist eine Vorrichtung zum Messen der Wegstrecke bei Fahrrädern (erstmals 1885 in Österreich bei Militärfahrrädern aufgekommen).